# Praegnophosema drypepes
Praegnophosema drypepes là một loài bướm đêm trong họ Geometridae.